# 馬中将
馬中将（うまのちゅうじょう、天元5年（982年） - 没年不詳）は、平安時代の貴族女性、女官。

## 略歴
父は正暦3年（992年）以来25年以上左馬頭を務めた藤原北家九条流庶流の藤原相尹、母は源高明の四女に比定されている。女房名に「馬」を用いるのはこの父の官職に由来するものだろう。正暦4年（993年）12歳で五節舞の舞姫を務めている。無事に舞姫の務めを果たし、舞の後は中宮藤原定子に謁見している。この様子を描いている『枕草子』86段では彼女を「いとをかしげなりき」と評している。父の相尹は定子の実家である中関白家と親しかったため、その縁で定子方の舞姫として選定されたものだろう。
やがて長保元年（999年）に入内し翌年中宮となった藤原彰子の女房となる。彰子の父・左大臣藤原道長は源高明の娘・明子を妻としていたため、明子の妹を母に持つ馬中将はその縁で彰子に出仕することになったのだろう。あるいは若き日の馬中将が道長と男女の仲だったとみる説もある。また明子の長子・藤原頼宗と近い関係、とりわけ教育係だったとする説もある。
寛弘5年（1008年）10月16日、一条天皇が土御門殿で二宮（後一条天皇）を出産した彰子を見舞いに行幸したが、他の禁色が許されていた中宮女房たちが蘇芳色の表衣を着ていたのに対して馬中将は一人葡萄色の表衣を着ていたという。同年11月17日、出産を終えた彰子が土御門殿から内裏へ戻る際に各女房たちもその列に加わって内裏へと移った。馬中将は藤式部（紫式部）と同車することになったが、このとき馬中将は「わろき人と乗りたり」と思ったらしい。そして内裏に到着すると、藤式部に先を譲られつつ宮中へと戻った。この『紫式部日記』に記された一節は、筆者の紫式部と馬中将の関係がよろしからざるものだったということが読み取れるが、この理由としては単に二人の折り合いが悪かったとも想定されるものの、紫式部が藤原道長の正妻で彰子の生母でもある源倫子に近い女房だったのに対し、馬中将が道長のもう一人の妻である源明子に近い女房だったことに起因するという考証もある。
寛仁3年（1019年）3月30日、出家したばかりの藤原道長より太皇太后彰子へ更衣料が献じられた時、馬中将が詠んだ歌が『栄花物語』に残されている。後年、典侍に任じられている。なお長久元年（1040年）5月、馬中将の従者が宮中に忍び込んだ盗賊だったことが判明するという事件が発生している。

## 和歌
- 某人へ、里より秋の花を織り交ぜたススキを贈って[14]
君により はつねをつめる 花薄 露かけまくは 畏けれども — 『兼盛集補遺』
- 寛仁3年（1019年）藤原道長出家に際して、庭を流れる滝の音を聴きながら[12]
袖のみぞ 乾く世もなき 水の音の 心細きに われも泣かれて — 『栄花物語』巻第十五 うたがひ